# Rosenhoff

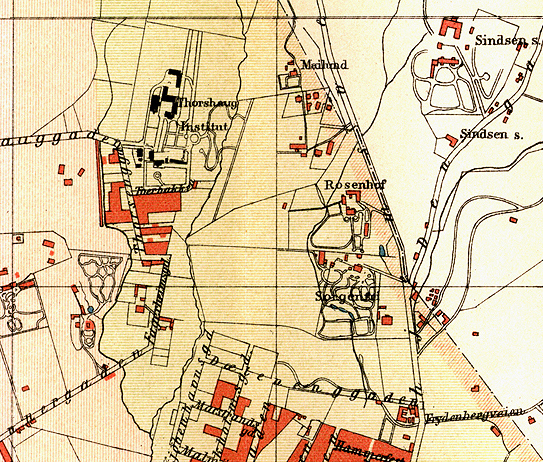
Karta från 1887 visar med horisontella områden som införlivades i Kristiania (Oslo) vid stadsutvidgningen 1878. "Rosenhof" mitt på kartan, "Sindsen" i nordöst och långt i syd bebyggelsen på Dælenenga.

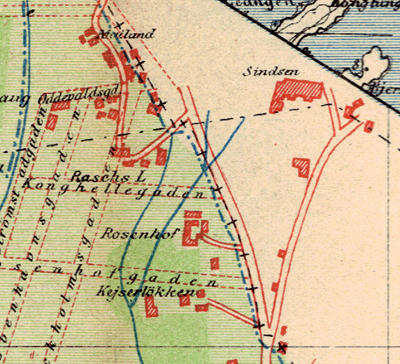
Detalj av Oslokarta från 1900 som visar vägar på Rosenhof.

Rosenhoff, i äldre tider också Rosenhof, är ett bostadsområde i Grünerløkka i Oslo, alltså som del av de traditionella arbetarområdena på Östkanten i staden. Rosenhoff ligger nordväst om Carl Berner (området omkring Carl Berners plass), norr om Rodeløkka, söder och öster om parkområdet Torshovdalen och väster om Sinsenbyen. Området som är byggt på grunden till den tidigare løkken Rosenhoff, är trekantsformat, och avgränsas av Mailundveien i nordväst, Rosenhoffsgata i söder, och Trondheimsveien i öster. Spårvägen går också genom denna delen av Trondheimsveien, och Sinsenlinjen har en spårvagnshållplats på exakt Rosenhoffs hållplats.
På den södra delen av Rosenhoffgata ligger bland annat Rodeløkkens kolonihager, på den norra delen av de två storslagna hyreshuskomplexen Rosenhof kvartal 1 (uppfört 1914–18; arkitekter Christian Morgenstierne och Arne Eide) och Rosenhof kvartal 3 (uppfört några år senare).
2009 bodde det 1505 personer på Rosenhoff. Bostäderna byggdes ut av kommunen efter en brand och ett beslut 1913 var tilltänkta att rymma 1 200 personer i en- och tvårumslägenheter med kök och gemensamma toaletter i korridor. I den centrala delen av området ligger Rosenhof skole som öppnade 1917 och lades ned 1968. Lokalerna användes då som förskola och sedan centrum för norskundervisning för folk som inte talade norska under namnet Oslo Voksenopplæring Rosenhof. Området har också haft industri, bland annat tryckeriverksamhet. Rosenhoff Idrettslag stiftades 1931, men driver idag bara Rosenhoff Hockey som bildades 1953.

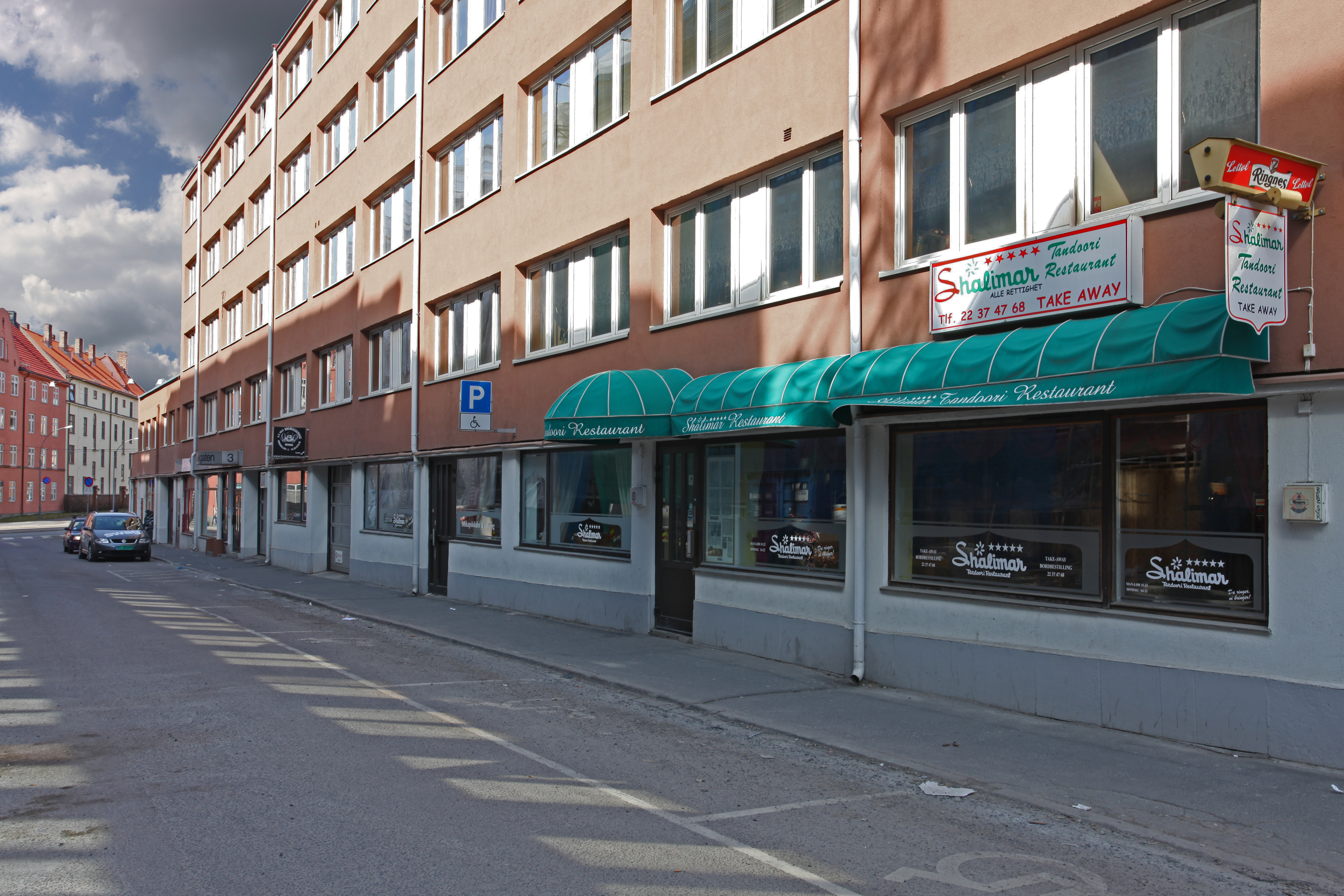
Konghellegata vid Rosenhoff 2009.
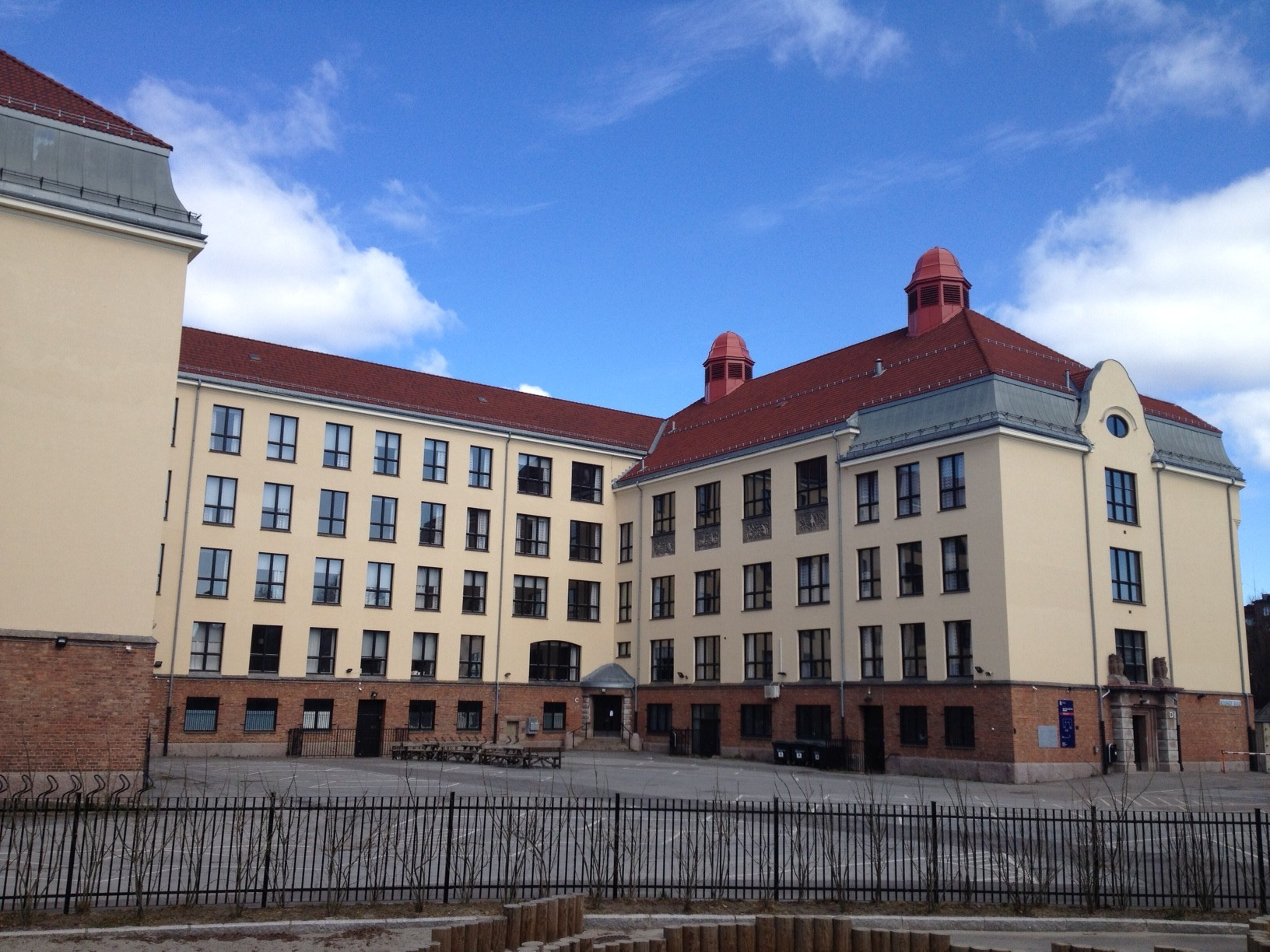
Rosenhoff skole öppnade 1917 och lades ned 1968. Byggnaden huserar idag Oslo Voksenopplæring Rosenhof.
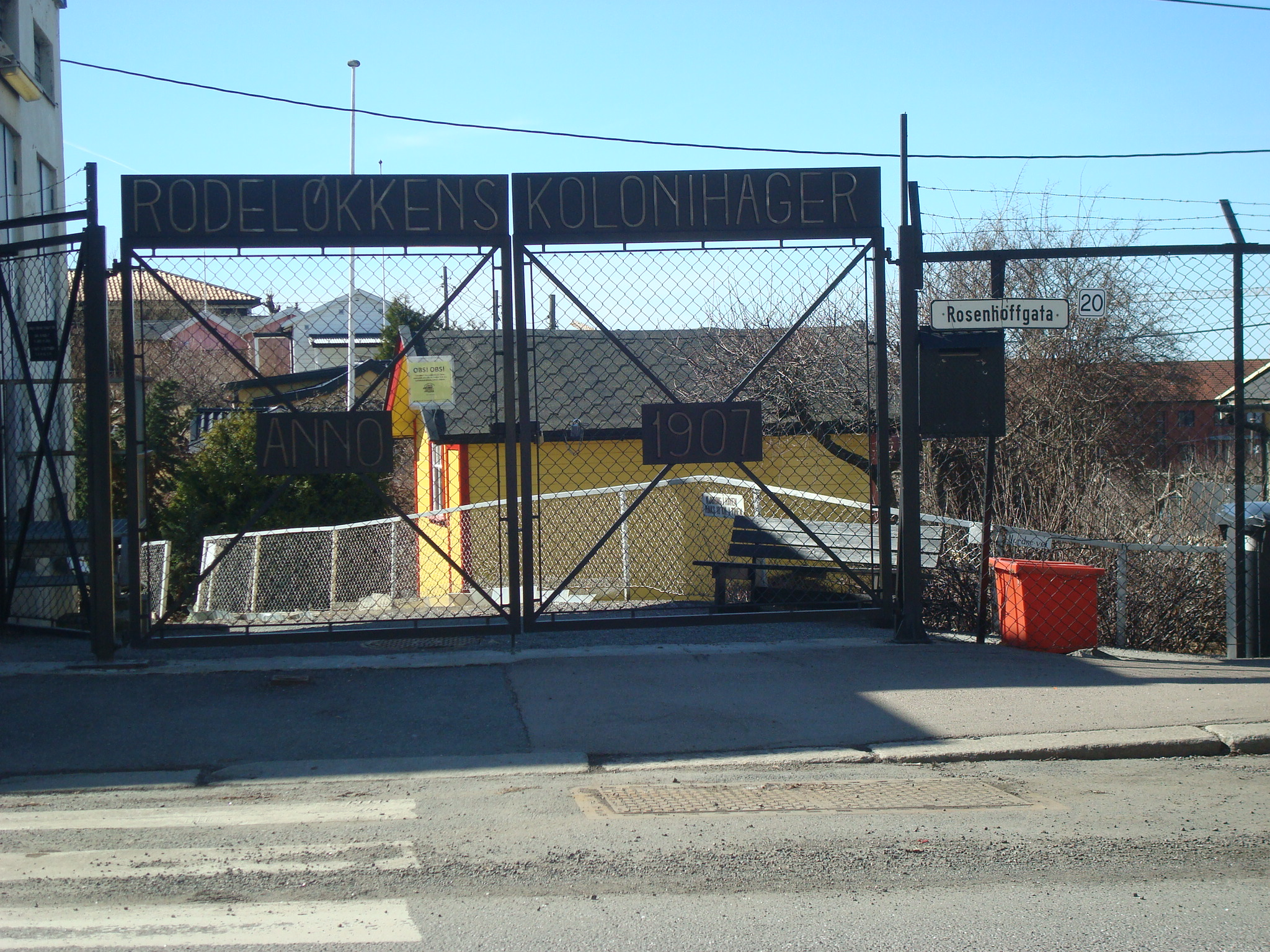
Porten till Rodeløkkens kolonihager på Rosenhoffsgata nummer 20, på södra Rosenhoff.